# Sbrinz
Lo sbrinz è un formaggio svizzero, originario di alcuni distretti della zona dell'Oberland Bernese che fanno parte del Canton Berna, nel Canton Obvaldo, nel Canton Nidvaldo, nel Canton Zugo e nel distretto Muri ricompreso nel Canton Argovia.
Contrariamente alle credenze comuni, il nome sbrinz originariamente non indicava un luogo particolare di questa zona alpina: l'"Unione dei produttori svizzeri di formaggio" inventò questo "mito" per una campagna pubblicitaria negli anni novanta e il risultato di questa campagna è che oggi esiste un'area denominata comunemente Sbrinz.
Il formaggio sbrinz è un prodotto DOP dal 24 aprile 2002.

## Storia
Secondo il sito ufficiale che riunisce i produttori del formaggio elvetico, lo sbrinz viene considerato "il più antico formaggio europeo": Tale sito ufficiale infatti afferma che la prima menzione di questo prodotto caseario risale all'anno 70 d.C., anche se non fornisce alcun riferimento specifico. Altri invece affermano che questo formaggio è presente in contratti risalenti al XII secolo.
Originariamente, lo sbrinz veniva prodotto solamente nella regione di Brienz, ma dal XVII secolo la sua reputazione uscì dai confini elvetici per raggiungere l'Italia: utilizzando il Passo del San Gottardo e il celeberrimo Ponte del Diavolo, i commercianti elvetici portavano nel paese limitrofo il formaggio da loro prodotto per acquistare riso e vino.

## Caratteristiche

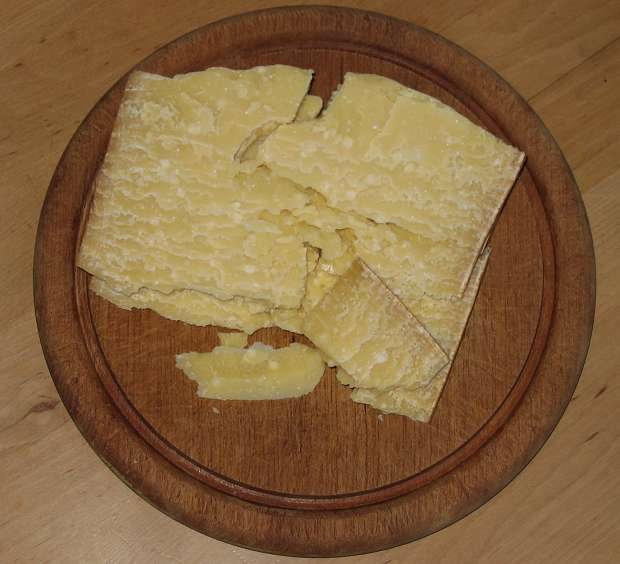
Sbrinz

È un formaggio a base di latte vaccino a pasta friabile. Essendo di dura consistenza, è possibile grattugiarlo proprio come gli italiani Parmigiano-Reggiano e Grana Padano. Si presenta sotto forme cilindriche, che solitamente pesano all'incirca 35 kg.
Contiene circa il 40-45% di materia grassa quando è stagionato. La stagionatura è lunga 18 mesi, anche se è solo dopo 22 mesi che il suo caratteristico sapore risulta pienamente sviluppato.

## Consumo
Lo sbrinz viene utilizzato dagli elvetici per essere grattugiato, soprattutto sulla pasta, oppure consumato in piccoli bocconi o per accompagnare vini. Può essere tagliato in piccole "scorze" e gustato con vari tipi di salumi oppure con pane e burro.